# Generalstaatsanwaltschaft Hamburg

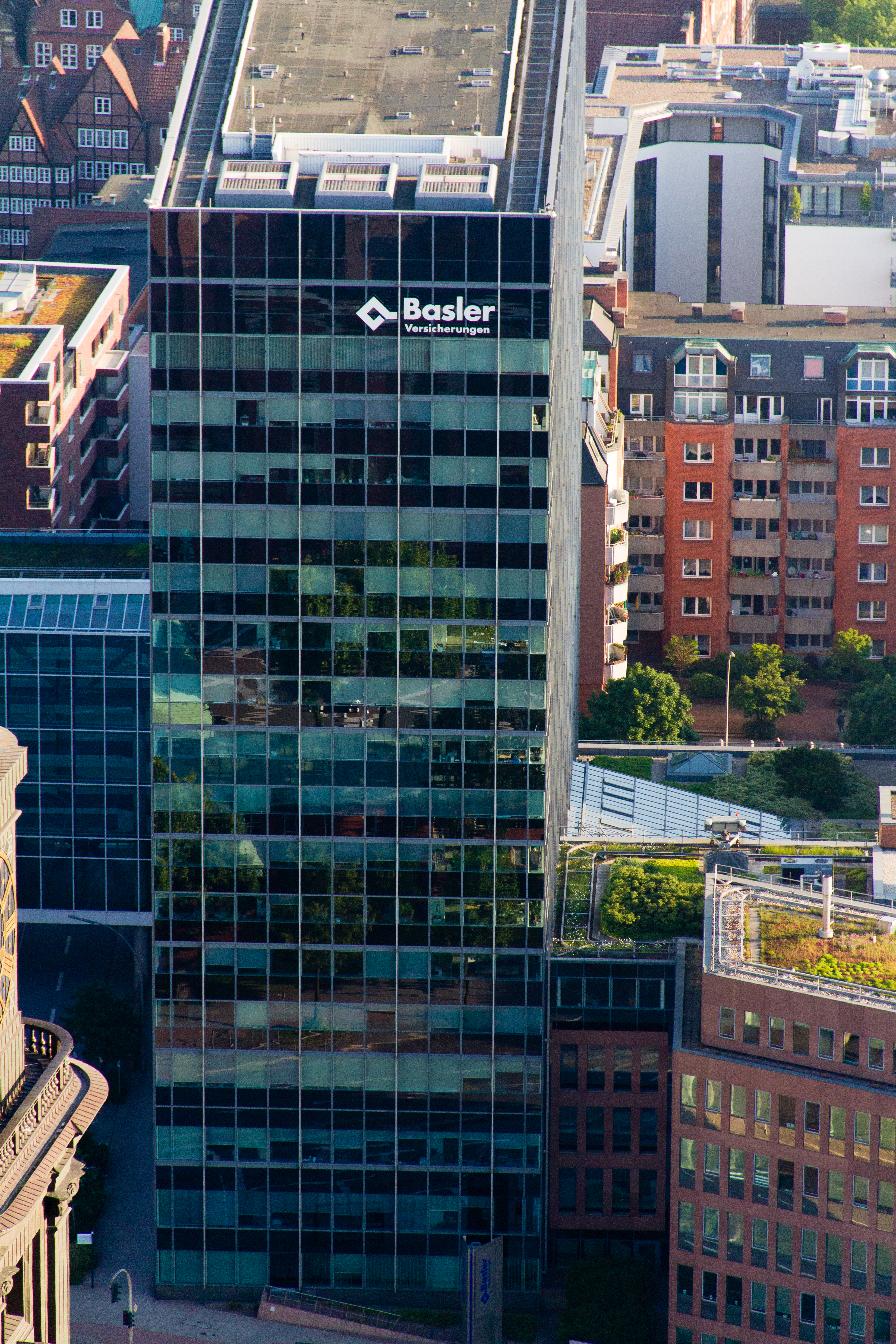
Dienstsitz der Generalstaatsanwaltschaft Hamburg

Die Generalstaatsanwaltschaft Hamburg ist eine von 24 Generalstaatsanwaltschaften in der Bundesrepublik Deutschland und die einzige in der Freien und Hansestadt Hamburg. Ihren Sitz hat die Generalstaatsanwaltschaft in der Ludwig-Erhard-Straße 22 in Hamburg-Neustadt. Generalstaatsanwalt ist Jörg Fröhlich.

## Geschichte
Die Generalstaatsanwaltschaft Hamburg wurde 1879 im Zuge der Reichsjustizreform gegründet und entwickelte sich seither zu einer zentralen Institution der Strafverfolgung in der Hansestadt. Ihr erster Leiter war Theodor Braband, der zuvor als Oberstaatsanwalt tätig war.
Im Rahmen der Gleichschaltung der Justiz wurde die Justizverwaltung Hamburgs zentralisiert. Zum Kriegsende verantwortete der Generalstaatsanwalt Hans Haack die Vertuschung von NS-Verbrechen mit, indem dieser die Vernichtung von unzähligen Strafakten, insbesondere zu Hochverrätern, politischen Gefangenen und „Volksschädlingen“, auf Befehl von Heinrich Himmler beaufsichtigte. Nach der Zeit des Nationalsozialismus wurde Walter Klaas von der Militärregierung als Generalstaatsanwalt eingesetzt, nachdem die Hamburger Gerichte ihre Arbeit wieder aufnehmen durften.
Erste weibliche Generalstaatsanwältin war Angela Uhlig-van Buren, welche wesentlich an der Modernisierung und Umgestaltung der Generalstaatsanwaltschaft beteiligt war.

### Behördenleiter
Behördenleiter ist der Hamburger Generalstaatsanwalt. Neben der Behördenleitung der Generalstaatsanwaltschaft obliegen ihm Personalangelegenheiten sowie die Erteilung von Presseauskünften für die Staatsanwaltschaft Hamburg.
- 1879–1887: Theodor Braband
- 1921–1933: Franz Lang (im Zuge der Gleichschaltung der Justiz abgesetzt)
- 1933–1944: Erich Drescher
- 1944–1945: Hans Haack (nach Kapitulation des NS-Staats abgesetzt)
- 1945–1947: Walter Klaas
- 1947–1956: Otto Feyen
- 1956–1958: Gerhard Kramer
- 1958–1967: Ernst Buchholz
- 1967–1985: Heinrich Backen
- 1985–1991: Günter Wittke
- 1991–1999: Arno Weinert
- 1999–2009: Angela Uhlig-van Buren (seit 2008 vertreten)
- 2010–2016: Lutz von Selle
- seit 2016: Jörg Fröhlich

## Organisation und Zuständigkeit
Die Generalstaatsanwaltschaft ist im Bezirk des Hanseatischen Oberlandesgerichts zuständig für die Dienst- und Fachaufsicht über die Staatsanwaltschaft Hamburg. Zu ihren Aufgaben zählt neben Entscheidungen über Beschwerden gegen Verfügungen der Staatsanwaltschaft insbesondere auch berufsgerichtliche Verfahren gegen Rechtsanwälte und Steuerberater, Auslieferungssachen, Haftprüfungssachen und die eigenständige Führung von Ermittlungsverfahren in Staatsschutzsachen im Bereich der Freien und Hansestadt Hamburg, sofern nicht der Generalbundesanwalt sachlich zuständig ist.

### Abteilungen
(Quelle: )
- Generalstaatsanwalt
  - Abteilung I – Verwaltung
    - Dezernat 1 – Ständiger Vertreter des Generalstaatsanwalts
    - Dezernat 2 – IT, Haushalt, Personal
    - Dezernat 3 – Personal, Datenschutz, Korruption
    - Dezernat 4 – Pressestelle
    - Dezernat 5 – Personal, Justizverwaltung

  - Abteilung II – Rechtssachen
    - Dezernat 6 – Rechtssachen, Grundsatzfragen, Revision und Rechtsbeschwerden
    - Dezernat 7 – Rechtssachen
    - Dezernat 8 – Rechtssachen
    - Dezernat 9 – Rechtssachen, Erprobung

  - Abteilung III – Rechtssachen
    - Dezernat 10 – Rechtssachen, Erprobung
    - Dezernat 11 – Personal, Grundsatzfragen des Berufsrechts
    - Dezernat 12 – Rechtssachen
    - Dezernat 13 – Rechtssachen
    - Dezernat 14 – Rechtssachen, Erprobung

  - Abteilung IV – Zentralstelle Staatsschutz
    - Dezernat 15 – Grundsatzfragen, Gremienarbeit
    - Dezernat 16 – Terrorismusfinanzierung, Islamismus
    - Dezernat 17 – Auslandsterrorismus, Islamismus
    - Dezernat 18 – IT-Ermittlungen, Islamismus
    - Dezernat 19 – Rechtsterrorismus, Islamismus